# Складна черепаха Вільямса
Склáдна черепаха Вільямса (Pelusios williamsi) — вид черепах з роду Складні черепахи родини Пеломедузові черепахи. Отримала назву на честь американського зоолога Ернеста Едварда Вільямса.

## Опис
Загальна довжина карапаксу досягає 25 см. Голова велика й товста. Морда виступає уперед. На підборідді є 2 вусика. Карапакс має овальну форму, у передній та задній частина розширюється. Кіль слабко помітний. Пластрон трохи звужений, містить шарнір між грудним і черевними щитками. Задні лапи мають ребристість, на пальцях по 5 кігтів.
Голова темно—коричнева або зелено—коричнева з малими коричневі і коричневими або блідо—сірими плямами. Карапакс чорний або темно—коричневий. Кінцівки й хвіст коричневі або темно—сірі, нижня їх поверхня основи хвоста з віком стає блідо—жовтою.
Підвиди різняться розташування міжгорлового щитка та забарвленням пластрону. У pelusios williamsi williamsi пластрон чорний з жовтим центральним швом, задня частка дорівнює по довжині передній або коротше її, міжгорловий щиток по довжині становить більше половини довжини передньої долі. У pelusios williamsi lutescens пластрон жовтий з декількома сірими або коричневими плямами. Задня частина пластрону дорівнює по довжині або довша передньої долі, міжгорловий щиток менше ніж половина довжини передньої долі. У pelusios williamsi laurenti пластрон жовтий з дрібними темними плямами уздовж сторін горлових щитків, задня частина пластрону довша за передню, міжгорловий щиток більш ніж на половину передньої долі.

## Спосіб життя
Полюбляє озера, річки і болота. Харчується рибою, молюсками. ракоподібними, комахами.
Самиця відкладає до 9 яєць. Інкубаційний період триває близько 70 діб.

## Розповсюдження
Мешкає у східній Африці: біля озер Вікторія, Едуард, Альберт в східній частині Демократичної Республіки Конго, Уганді, західної Кенії та північній Танзанії.

## Підвиди
- Pelusios williamsi williamsi
- Pelusios williamsi laurenti
- Pelusios williamsi lutescens